# Jiang Wei
Jiang Wei (Prénom social Boyue, chinois simplifié : 姜维, chinois traditionnel : 姜維, pinyin : Jiāng Wéi, WG : Chiang Wei), né en 202 dans le comté de Ji du district de Tianshui ; mort en janvier 264 à Chengdu, était un éminent général chinois du royaume de Shu de la fin de l'époque des Trois royaumes, ainsi que le régent dudit royaume. À l'origine sous les bannières du royaume de Wei, il rejoint le Shu en se rendant à Zhuge Liang, sans pouvoir emmener sa mère avec lui.
Après cette défection, il prend part à de nombreuses campagnes militaires contre le Wei. En 228, il fait partie de la première expédition nordique de Zhuge Liang contre le Wei, en tant que chef d'un corps d'armée. Considéré par Zhuge Liang comme un général capable et plein de ressources, il reçoit de nombreuses promotions durant la régence de Zhuge et sous le gouvernement de ses successeurs, Jiang Wan et Fei Yi. Il finit par devenir le premier assistant de Fei et lui succède lorsque ce dernier est assassiné en 253. Il a toutefois moins de pouvoir que ses prédécesseurs, étant principalement chargé des affaires militaires et n'ayant de régent que le titre.
Contrairement à Jiang Wan et Fei Yi, Jiang Wei est partisan d'un retour à une politique agressive contre le Wei. Une fois au pouvoir, il lance ses propres expéditions nordiques, dont une en coordination avec Zhuge Ke, le régent du Royaume de Wu. Malgré ses efforts, chacune de ses campagnes se solde par un échec, soit à la suite de difficultés d'approvisionnements, soit à la suite d'une défaite militaire. Finalement, il ne réussit qu'à épuiser les ressources du Shu et sa popularité.
En 263, Sima Zhao, le régent et dirigeant de fait du Royaume de Wei, lance une grande campagne militaire pour conquérir le Shu. Jiang Wei fait de son mieux pour repousser Deng Ai et Zhong Hui, les généraux commandant les armées d'invasion, mais il peut pas empêcher la chute du Shu. Dans une tentative désespérée de restaurer la souveraineté du Shu, il réussit à convaincre Zhong Hui de se rebeller; mais son ultime plan échoue quand l'armée du Wei se retourne contre son général et massacre les rebelles.

## Premières années au service du Wei
Jiang Wei naît à Ji dans le district de Tianshui en l'an 202, soit pendant la fin de la dynastie Han,. Il est issu d'une famille de serviteurs de l'État et son père, Jiang Jiong(姜冏), est tué lors d'une insurrection des tribus du peuple Qiangs, au nord-ouest de la Chine, alors qu'il tente de protéger le préfet du comté. Bien que très jeune, Jiang Wei se retrouve donc seul avec sa mère et hérite de la position de son défunt père comme conseiller aux affaires militaires de son comté. À ce poste, il devient un sujet du royaume de Wei après la chute de la dynastie Han.

## Général au service du Shu
Au printemps de l'an 228, Zhuge Liang lance sa première expédition nordique contre le Wei. Tianshui étant une cible convoitée lors de cette invasion, Jiang Wei se retrouve vite au cœur des hostilités. Tandis que plusieurs comtés voisins se soumettent à l'envahisseur, Jiang Wei et son préfet s'affairent à patrouiller les alentours de la ville. Craignant que Jiang ne se soumette à son tour aux Shu, le préfet le quitte secrètement durant la nuit et s'enferme dans la ville. Le lendemain matin, ne comprenant pas ce qui lui arrive, Jiang Wei se présente devant les murs de la ville avec les soldats de sa patrouille et tente d'y rentrer, en vain. Laissé complètement au dépourvu, il n'a pas d'autre choix que de rejoindre les rangs du Shu, en laissant sa mère derrière lui. Il va donc à la rencontre de Zhuge Liang, au moment où ce dernier se retrouve obligé de se replier après la défaite de Ma Su face à Zhang He à Jieting. Bien que Jiang n'aie pas encore prouvé sa valeur sur le champ de bataille, Zhuge le considère comme un officier talentueux et le ramène avec lui au Shu. Âgé seulement de 27 ans, Jiang Wei reçoit alors le titre de Duc de Yangting et est promu peu de temps après au rang de « Général qui garde le Sud », après une audience avec Liu Shan, l'Empereur du Shu. Il devient alors l'élève de Zhuge Liang, et de sa femme, Yueying.
Après sa mort en 234, Zhuge Liang est remplacé à son poste de régent du Shu par Jiang Wan. Ce dernier tient lui aussi Jiang Wei en grande estime et lui octroie le titre de gouverneur de la province de Liang. À cette date, le Shu ne contrôlait pas la province en question ; mais ce titre donnait, de fait, à Jiang Wei toute autorité sur la frontière nord-ouest du pays. Quand Jiang Wang meurt à son tour en 245, Fei Yi son successeur, fait de Jiang Wei son assistant en chef ; ce qui revient à dire qu'à partir de cette date Jiang est le corégent du Shu.
Jiang Wei voulait reprendre la politique guerrière de Zhuge Liang et attaquer le Wei. Fei Yi s'y opposait, arguant que les conflits passés avaient déjà coûté très cher au Shu et qu'une guerre à grande échelle ne ferait rien à part épuiser le royaume. À la place, Fei Yi donne 10 000 soldats à Jiang Wei pour qu'il harcèle sans cesse les troupes du Wei sur la frontière. Sous les ordres de Fei Yi, l'action de Jiang Wei fut très efficace, et il réussit à persuader plusieurs tribus non chinoises de se rebeller contre le Wei.

## Général en chef des armées du Shu
En 253, Fei Yi est assassiné et Jiang Wei le remplace, devenant de fait le général en chef de l'armée du Shu. Contrairement à son prédécesseur, il avait peu d'influence sur les affaires civiles et la politique intérieure, ces sujets étant entre les mains de l’eunuque Huang Hao et de Zhuge Zhan, le fils de Zhuge Liang. Jiang Wei, lui devient l'autorité militaire suprême du royaume et décide de tout mettre en œuvre pour affaiblir le Wei. Malgré cette apparente répartition des pouvoirs, il y avait des dissensions au sein de ce trio dirigeant, Zhuge Zhan et Huang Hao craignant que Jiang Wei utilise les résultats de ses campagnes militaires pour accroître son influence personnelle. Au-delà de ces considérations politiques, de nombreux généraux mettent en avant les conséquences potentiellement désastreuses que peut avoir une politique d'agression permanente contre un État bien plus puissant que le Shu. Bref, la volonté de Jiang Wei de marcher sur les traces de Zhuge Liang rencontre de nombreuses oppositions au sein de la cour impériale du Shu.

### Les campagnes contre le Wei

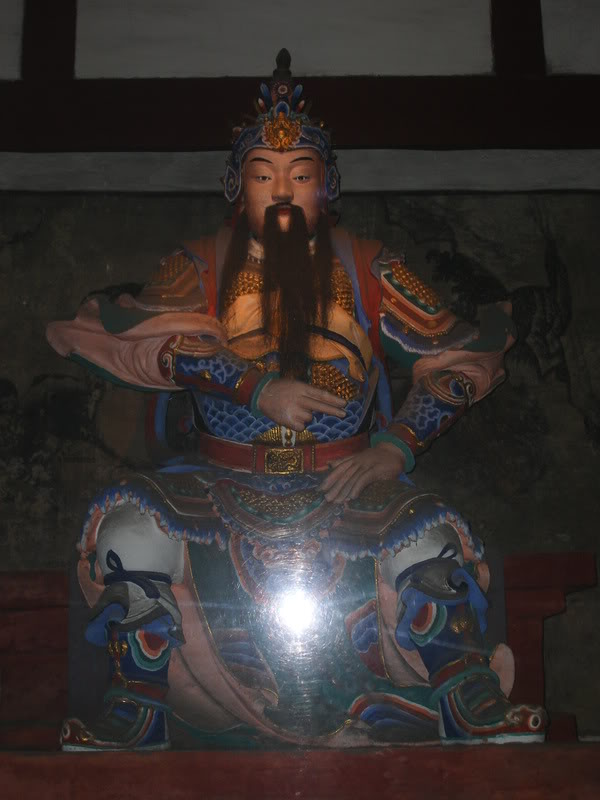
Une statue de Jiang Wei datant de 1972 et située dans le temple de Zhuge Liang à Chengdu.

Jiang Wei ignore ses opposants et prépare ses plans d'attaque. En 253, il organise une attaque du Wei sur deux fronts en se coordonnant avec Zhuge Ke, le régent du Wu. Le Shu doit attaquer à l'ouest, au niveau de la cité frontalière de Didao (狄道; actuellement Dingxi, Gansu), pendant que Zhuge Ke lance une attaque massive à l'est contre Hefei. Mis au courant de la situation, Sima Shi, le régent du Wei, juge avec clairvoyance que l'attaque du Wu constitue la véritable menace. Il envoie le gros des troupes du Wei en direction de Hefei et ne dépêche qu'un petit contingent pour lever le siège de Didao. Cette tactique fut payante, car pendant que Jiang Wei se retrouvait obligé de lever le siège de Didao, faute de vivres, l'armée du Wu subissait une défaite cinglante à Heifei, défaite devant provoquer la chute de Zhuge Ke la même année.
En 254, Li Jian (李簡), le principal magistrat de Didao, fait secrètement savoir au Shu qu'il veut faire défection. Jiang Wei attaque Longxi et prend la ville de Didao, mais il doit faire face à une puissante résistance locale sous les ordres du général Xu Zhi. Affaibli par une violente bataille, Jiang Wei se replie sur une position fortifiée à Longxi et oblige les habitants de Didao, Hejian (河間) et Lintao (臨洮) à suivre ses troupes, avant que le général Guo Huai, au service du Wei, n'arrive sur place.
Durant l'été 255, Jiang Wei repart au combat, malgré l'opposition de Zhang Yi, qui considérait que le Shu n'avait plus les moyens matériels de continuer ces campagnes contre le Wei. Ignorant ces critiques, Jiang Wei attaque à nouveau la cité de Didao, et commence sa campagne par une grande victoire contre Wang Jing, l'inspecteur de la province de Yong (雍州; qui correspond actuellement plus ou moins au Shaanxi), les troupes de Wang étant quasiment annihilées. Zhang Yi tente à nouveau de convaincre Jiang Wei de mettre fin à son expédition après cette victoire, mais en vain. Jiang préfère mettre le siège devant Didao pendant tout l'hiver, avant de devoir se replier lorsque les renforts du Wei, commandés par le général Chen Tai arrivent sur place. Durant l'été 256, Jiang Wei change de stratégie et marche sur Shanggui (上邽; actuellement Tianshui, Gansu). Hélas pour lui, Deng Ai, un général du Wei, avait anticipé cette attaque et l'intercepte avant de lui infliger une défaite majeure ; défaite qui fait naître un ressentiment contre Jiang Wei au sein de la population du Shu.
En 257, quand Zhuge Dan se rebelle contre le Wei, Jiang Wei attaque Chenling, avance jusqu’à Mangshui, et se retrouve face à face avec les forces du Wei à Weishui. La situation s'enlise rapidement car, malgré toutes les ruses de Jiang, Deng Ai et Sima Wang, les commandants des troupes du Wei, refusent d'engager le combat ; reproduisant ainsi la tactique de Sima Yi face à Zhuge Liang lors de la bataille des plaines de Wuzhang. En 258, Jiang Wei finit par se replier, après la défaite de Zhuge Dan face aux troupes du Wei.
En 262, malgré l'opposition de Liao Hua, Jiang Wei attaque à nouveau le Wei, en prenant pour cible Taoyang (洮陽; actuellement la Préfecture autonome tibétaine de Gannan, Gansu), mais il est à nouveau vaincu par Deng Ai. Il se replie à Tazhong (沓中; nord-ouest de l'actuel Xian de Zhugqu, Gansu) plutôt que de rentrer à Chengdu, la capitale du Shu, car il craint que Huang Hao utilise sa défaite à Taoyang pour l'attaquer sur le plan politique à la cour du Shu. À la place, il préfère rester à Tazhong et reprendre à son compte une des stratégies que Zhuge Liang avait utilisées lors de sa dernière campagne : fonder des tuntian et utiliser ses soldats comme paysans, pour qu'ils fassent pousser les céréales qu'ils consommeront lors de la campagne suivante. Jiang Wei avait aussi peur de se retrouver face à Huang Hao, car il avait tenté, en vain, de convaincre Liu Shan, l'empereur du Shu, d'exécuter Huang un peu plus tôt la même année. Huang, lui, recherchait une opportunité pour remplacer Jiang à la tête de l'armée par son ami Yan Yu (閻宇).

### Chute du Shu

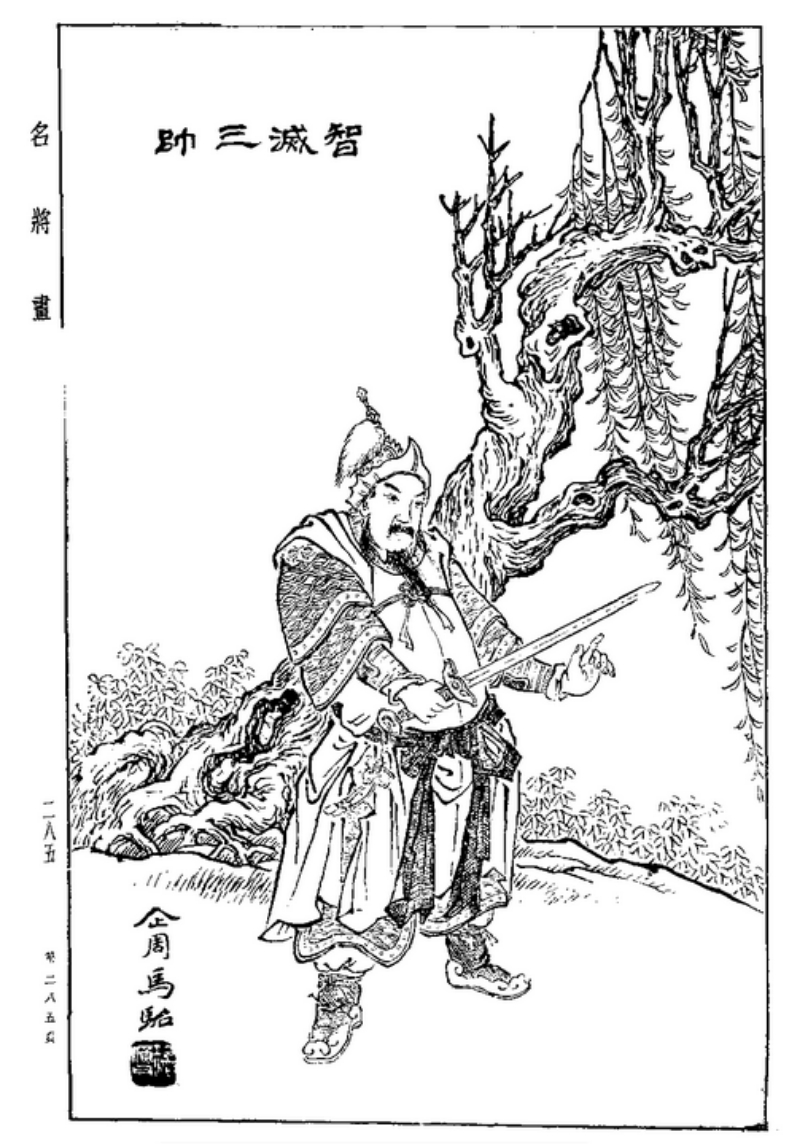
Jiang Wei

En 258, Jiang Wei propose un plan à suivre pour repousser une éventuelle attaque majeure du Wei. Il propose de ne pas envoyer de troupes de renforts pour aider les villes frontalières lorsqu'elles seront assiégées, mais au contraire de masser des troupes à l’arrière du front. Le but est de laisser les troupes du Wei s'épuiser, puis de les piéger dans les cols des montagnes en leur coupant toute possibilité de retraite. Liu Shan approuve cette stratégie et en fait le plan officiel à suivre si le Wei attaque.
Vers la fin de 262, Sima Zhao, le nouveau régent du Wei, était lassé des attaques continues de Jiang contre le Wei. Dans un premier temps, il envisage l'embauche d'assassins pour tuer Jiang, avant de se raviser et de suivre les conseils de ses stratèges, qui pensent que le moment est venu d'annexer le Shu. Sima commence alors à planifier l'invasion et choisit comme chefs de cette expédition les généraux Deng Ai et Zhong Hui. Jiang Wei comprend rapidement que le Wei était sur le point d'attaquer et il demande à Liu Shan d'envoyer des troupes pour défendre les passages clés. Huang Hao, toujours en désaccord avec Jiang, persuade Liu Shan d'ignorer la requête de son général en chef. Finalement, l'empereur du Shu enverra des renforts à la dernière minute.
En 263, alors que Jiang Wei était encore à Tazhong, le Wei passe à l'attaque. Liu Shan donne alors l'ordre d'exécuter le plan mis au point par Jiang Wei en 258. Mais à la grande surprise de Liu Shan, l'armée du Wei n’assiège pas les villes frontalières du Shu. Les généraux du Wei ne laissent que quelques petits détachements au pied des murailles et foncent avec le gros des troupes vers les passages clés. Jiang Wei quitte rapidement son campement pour essayer de se défendre contre l'attaque, et après quelques échecs initiaux, réussit finalement à bloquer les forces de Zhong Hui au col fortifié de Jiange . La situation s'enlisant, Zhong Hui songe à battre en retraite ; mais Deng Ai réussit à conduire un détachement plus petit, par un col de montagne difficile et descend sur Jiangyou . Après une féroce bataille, il tue Zhuge Zhan et prend la direction de Chengdu, la capitale du Shu. Surpris et voyant que Chengdu est sans défense, Liu Shan se rend et donne l'ordre à Jiang Wei de se rendre à Zhong Hui. Après avoir accepté la reddition de son adversaire, Zhong traite Jiang Wei avec respect et fait rapidement de lui un de ses proches conseillers.

## Tentative de restauration du Shu et mort
Jiang Wei comprend rapidement que Zhong Hui avait une idée derrière la tête. Zhong se voyait comme le plus grand et le plus capable des généraux du Wei et il voulait renverser Sima Zhao. Voyant le parti qu'il pouvait tirer de la situation, Jiang Wei encourage Zhong Hui à se rebeller contre le Wei. Jiang arrive assez vite à ses fins, et Zhong commence à préparer sa rébellion en se débarrassant de Deng Ai. Zhong commence par envoyer un rapport mensonger à la cour du Wei accusant Deng de préparer une rébellion. Ensuite, grâce à ses talents de faussaire, il écrit des lettres quasi-insultantes en imitant l'écriture de Deng et les fait parvenir à Sima Zhao. Au début de l'année 264, Sima Zhao donne l'ordre à Zhong Hui d'arrêter Deng Ai et de prendre le commandement des troupes de Deng. Mais dans le même temps, Sima prend personnellement la tête d'une puissante armée et prend la direction de Chengdu. Craignant que Sima Zhao ait tout compris, Zhong Hui entre ouvertement en rébellion.
Jiang Wei avait d'autres plans en tête. Il persuade Zhong Hui de tuer tous les officiers Wei de haut rang, sous prétexte d'éliminer les opposants à la rébellion. En vérité, il prévoyait de tuer Zhong Hui après l’assassinat des officiers et de restaurer le Shu. Dans le même temps, il écrit à Liu Shan pour lui expliquer son plan. Zhong Hui approuve l'idée de Jiang, mais se révèle hésitant dans l'exécution du plan. Le complot finit par être découvert et les soldats de Zhong Hui se retournent contre lui. Jiang Wei, Zhong Hui et les gardes du corps de Zhong combattent les soldats insurgés, mais tous finissent tués durant les combats.

## Avis historiques sur Jiang Wei
Jiang Wei est l'une des figures les plus controversées de l'histoire chinoise. Dans son édition en chinois moderne du Zizhi Tongjian de Sima Guang, l’historien chinois Bo Yang cite sept points de vue différents et discordants sur la carrière de Jiang. Cela va d'un éloge de l'action continue et de la loyauté de Jiang envers le Shu , jusqu’à la condamnation pure et simple de ses actions , en passant par la critique de ses campagnes, qui drainent toutes les ressources du royaume . Chacun de ces avis peut être considéré comme un point de vue potentiellement valide sur un aspect de la personnalité compliquée de Jiang. Bo lui-même refuse dans un premier temps de commenter ces différents points de vue, mais plus tard, dans une lettre ouverte à un lecteur, il suggère que tous les points de vue sont corrects, que les erreurs fatales de Jiang Wei avaient drainé l'énergie de son peuple, mais qu'il était en effet un homme loyal, prêt à donner sa vie dans une vaine tentative pour rétablir Shu. Xi Zheng, qui a servi le Shu aux côtés de Jiang Wei, confirme que Jiang était un homme capable et humble, qui ne cherchait pas la gloire personnelle.